# 北海道道314号白糠停车场线
北海道道314号白糠停车场线（日语：北海道道314号白糠停車場線）是一条位于北海道白糠町内的普通道级道路（北海道道）。

## 指定区間
- 起点：北海道白糠郡白糠町東二条南1丁目（＝JR根室本线 白糠站）
- 終点：北海道白糠郡白糠町東二条南2丁目（＝国道38号交点）
- 总長：0.1千米

## 经过的自治体
- 钏路综合振兴局
  - 白糠郡白糠町

## 主要连接道路
- 白糠町
  - 国道38号＝東二条南2丁目（终点）

## 历史
- 1957年7月25日 路線勘定。（1957年北海道告示第1487号）
- 1994年10月1日 路線编号变更为314号。（1994年北海道告示第1468号）